# Rositz
Rositz là một đô thị thuộc huyện Altenburger Land, trong bang Thüringen, Đức. Đô thị Rositz có diện tích km². 